# Fractal Nova

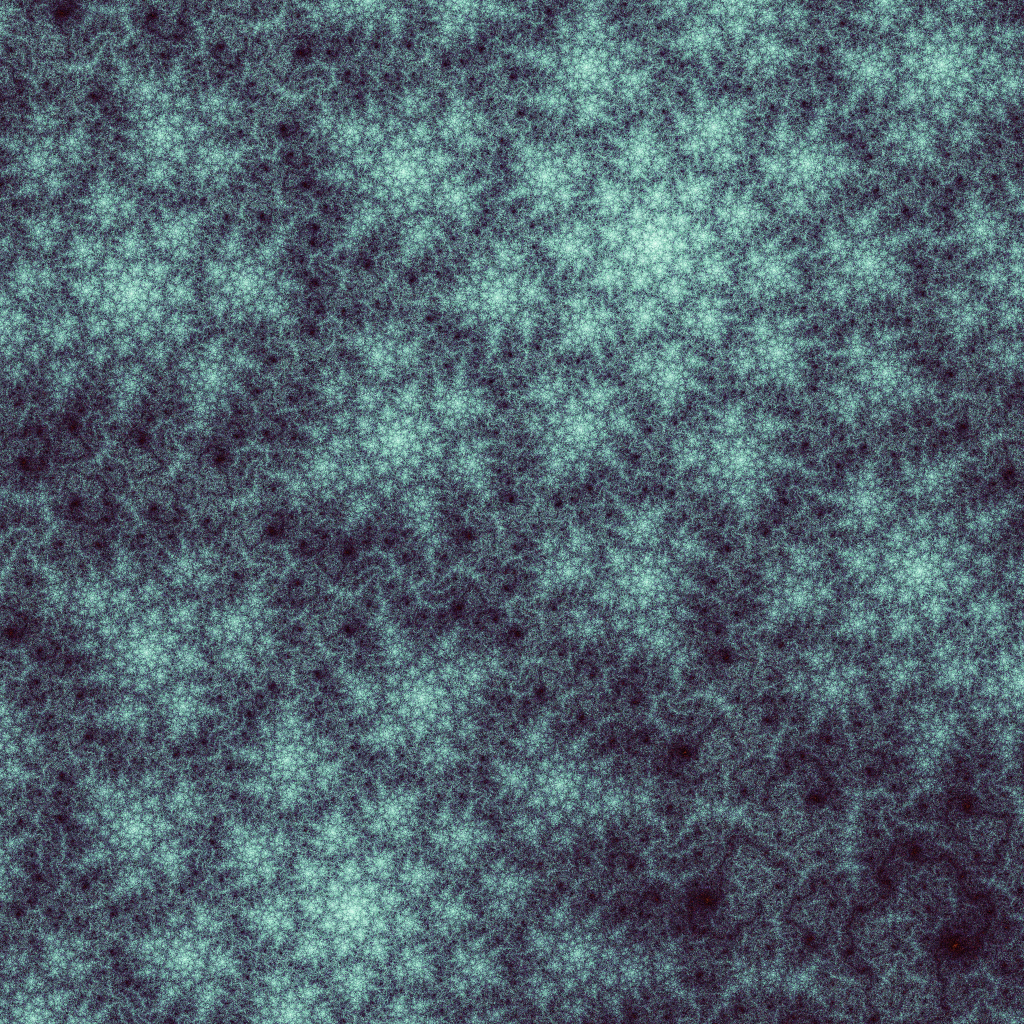
Imagen del fractal Nova Mandelbrot (aumentada 129.804,49 veces) tomada en el punto (-0.43608549343268, -0.102470623996602) con valores iniciales, exponente y relajación

Los fractales Nova son una familia de fractales relacionados con el fractal de Newton. Nova es una fórmula que se emplea en la mayoría de programas de arte fractal.
Fue descubierto a mediados de la década de 1990 por Paul Derbyshire.

## Fórmula
La fórmula de  Mandelbrot Nova  es un caso especial generalizado del fractal de Newton:
{\displaystyle Z\mapsto z-R{\frac {z^{p}-1}{pz^{p-1}}},}
donde {\displaystyle R\,} se dice que es una  constante de relajación  y {\displaystyle p\in \mathbb {C} }. Hay que tener en cuenta que esta expresión es equivalente a
{\displaystyle Z\mapsto z-R{\frac {f}{f'}}\,}
por {\displaystyle f=z^{p}-1\,}, que es exactamente la fórmula que describe los fractales Newton para un valor específico de {\displaystyle f\,}.

## Imágenes
|  |  |  |